# Flügelsbach
Der Flügelsbach ist ein etwa 11 km langer Nebenbach des Rheins in Rheinhessen.

## Verlauf
Der Flügelsbach entspringt nordöstlich von Zornheim am Kloppberg und fließt zunächst in östlicher Richtung an Harxheim vorbei, wendet sich in Richtung Süden und umfließt Mommenheim. Südöstlich von Mommenheim nimmt er seinen längsten Nebenfluss, den Kinsbach (auch Zornheimer Graben genannt), der in der Ortsmitte von Zornheim in einer gefassten Quelle entspringt, auf. Durch ein enges Tal fließt er im Folgenden nach Schwabsburg, wo er mit dem Brünnchen den nach dem Kinsbach nächstgrößeren Nebenfluss aufnimmt. Das Brünnchen wird gebildet durch den Engelklauer Graben (Diebsklauer Graben) (Quelle: Zumbelborn) und den Langen Graben (Quelle: Kupferbrunnen). Durch Schwabsburg fließt der Bach in einer engen S-Kurve und passiert auch die Ortsmitte („Weedplatz“). Zwischen Schwabsburg und Nierstein nimmt er von rechts den Riedgraben (Quelle: Dalheimer Brünnchen) auf. 
Im Ortsgebiet von Nierstein sind Maßnahmen zum Hochwasserschutz vorgesehen (Stand: März 2007), da bei starkem Regen im rheinhessischen Hügelland regelmäßig ein bedrohliches Anschwellen des Baches zu beobachten ist. Daran konnten auch Flutfänge oberhalb Schwabsburgs bisher nichts Wesentliches ändern. In Nierstein mündet der Bach in den Rhein.
Insgesamt verfügt der Flügelsbach über ein Einzugsgebiet von 38,5 km². Bei Regen wird der Bach durch Zuflüsse aus dem Domtal und dem rückwärtigen „Roten Hang“ von Nierstein stark rot gefärbt. Diese Färbung ist auch aus der Luft im Einmündungsbereich in den Rhein gut zu erkennen.